# Placeboeffekt

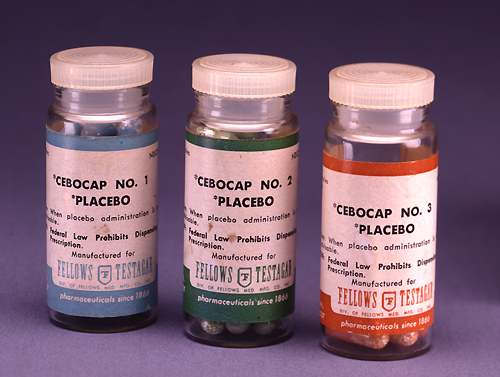
Placebo.

Placeboeffekt är en gynnsam effekt vid behandlingen av en persons åkomma eller sjukdom som uppnås med en egentligen, för personen ovetande, fysiologiskt verkningslös behandling eller medicin. Hos de individer som blir utsatta för en sådan behandling finns det en tydlig andel som upplever en märkbar skillnad, vilket kan göra att ingen eller färre ”riktiga” mediciner behöver användas eller att resultatet blir bättre än utan. Det är just denna positiva effekt som kallas placeboeffekten. Den motsatta, negativa effekten kallas noceboeffekt.
Ensam är placeboeffekten ganska svag; kroppen märker ganska fort om läkemedlet inte hjälper, och när man börjar tvivla så försvinner effekten. Därför ska man utnyttja placeboeffekten tillsammans med annan verksam medicin, det är då som effekten blir som starkast och långvarigast.
Placebotabletterna kallas även sockerpiller, vilket reflekterar vad de är tillverkade av.
Det är inte bara genom kapslar och tabletter som placebo kan utnyttjas. Även låtsaskirurgi och avsiktlig felinformation kan resultera i ett större välmående. 
Placebo har påvisad effekt för flera skilda fysiologiska processer. Förväntan är den faktor som främst styr hur kraftfullt behandlingsresultatet av en placebobehandling är. Men även betingning har påvisad effekt. Förväntan i sin tur kan stärkas av en rad faktorer, om patienten tror sig få ett dyrt läkemedel så blir i regel placeboeffekten starkare än om de tror sig få ett billigt. Även placebomedicinens färg och form kan påverka hur effektivt den upplevs.

## Exempel
Vid en vårdcentral delade man upp 100 patienter med halsfluss i två grupper. Den ena gruppen fick ett vänligt och personligt bemötande av en läkare som tog god tid på sig att undersöka och informera om sjukdomen, hur den skulle behandlas och vad som skulle komma att ske. Den andra gruppen fick ett mindre artigt och ett korthugget bemötande. Alla patienterna fick penicillin mot de streptokocker som ansågs vara orsaken till halsflussen. När man några dagar senare sökte upp patienterna för att höra hur de mådde, visade det sig att de personer som fått ett bättre bemötande hade signifikant mindre halsbesvär än de som blivit bemötta på ett sämre sätt. Likaså upplevde den förra gruppen att de var hjälpta av behandlingen och att de var nöjda och tyckte att de fått god information, något som den senare gruppen inte alls upplevde.
Studier med magnetkamera har visat att effekten av smärtstillande medel ökar om patienten tror på behandlingen; även helt verkningslösa sockerpiller kan ge en viss smärtstillande effekt. Patientens tro på behandlingen kan frigöra kroppens egna opioidpeptider.

## Påverkan
Ett vanligt exempel på vad som kemiskt händer i kroppen då placebo uppstår, är att produktionen av dopamin ökar till följd av personens förväntning. Dopamin är en av de viktigaste signalsubstanserna i det centrala nervsystemet, och det påverkar också humöret. Dopamin gör individen mer njutningsbenägen och positiv.